# Somers, Wisconsin
Somers là một thị trấn thuộc quận Kenosha, tiểu bang Wisconsin, Hoa Kỳ. Năm 2010, dân số của thị trấn này là 8.452 người.